# Правило 18 электронов
Правило 18 электронов — это эмпирическое химическое правило, используемое для предсказания формул стабильных комплексов переходных металлов для металлоорганических соединений.  Когда комплекс с металлом имеет 18 валентных электронов, он в большинстве случаев является стабильным. Можно сказать, что он достиг электронной конфигурации благородного газа в этом периоде. Это правило не применяется для комплексов непереходных  металлов, а некоторые комплексы переходных металлов могут нарушать правило из-за отклонений, связанных с реакционной способностью. Правило было впервые предложено американским химиком Ирвингом Ленгмюром в 1921 году.

## Применение
Правило 18 электронов является базой для всей металлоорганической химии и позволяет понять строение и реакционную способность многих соединений. Правило хорошо предсказывает формулы для низкоспиновых комплексов Cr, Mn, Fe и Co. Хорошо известные примеры включают ферроцен, пентакарбонил железа, карбонил хрома и карбонил никеля. Валентные орбитали переходных металлов состоят из пяти d-орбиталей, одной s-орбитали и трех p-орбиталей, которые могут вместе содержать 18 электронов в виде связывающих или несвязывающих электронных пар. Это означает, что комбинация этих девяти атомных орбиталей с орбиталями лиганда создает девять молекулярных орбиталей (связывающие либо несвязывающие)
Лиганды в комплексе определяют применимость правила 18 электронов. В целом комплексы, которые подчиняются правилу, состоят, по крайней мере, частично из π-акцепторных лигандов (также известных как π-кислоты). Этот тип лигандов создает очень сильное поле лигандов, которое понижает  энергию образующихся молекулярных орбиталей, поэтому они, соответственно,  заняты. Типичные лиганды включают олефины, фосфины и CO. Комплексы π-кислот обычно содержат металл в низкой степени окисления.
Для подсчета числа электронов удобно принять, что атом металла имеет степень окисления 0, а все лиганды не заряжены. У металла следует учитывать только электроны валентной оболочки. Например, для подсчета количества электронов у тетракарбонилникеля необходимо сложить 10 валентных электронов никеля и по 2 электрона от каждой карбонильной группы. (На картинке ошибка - циклопентадиенил - ароматическая система с 6 электронами, а железо в ферроцене 2+, следовательно, имеет также 6 электронов. Таким образом, от 2 циклопентадиенилов и одного железа действительно получается 18 электронов).

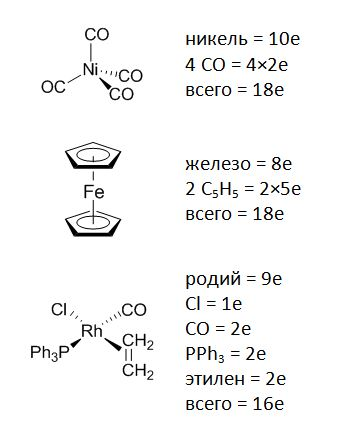
Примеры расчета валентных электронов в комплексах

## Реакционная способность
Соединения, которые подчиняются правилу 18 электронов, обычно являются «инертными к обмену». Например, [Co(NH3)6]Cl3, Mo(CO)6 и [Fe(CN)6]4−. В таких случаях, как правило, обмен лиганда происходит по механизмам диссоциативного замещения, при этом скорость реакции определяется скоростью диссоциации лиганда. С другой стороны, 18-электронные соединения могут быть очень активными по отношению к электрофилам, таким как протоны; такие реакции имеют ассоциативный механизм, являясь кислотно-основными реакциями.
Характерной иллюстрацией правила 18 электронов является различие в свойствах ферроцена (C5H5)2Fe и кобальтоцена (C5H5)2Co. Ферроцен содержит 18 электронов, поэтому не окисляется на воздухе и устойчив к действию кислот и щелочей. Напротив, кобальтоцен содержит 19 электронов и поэтому легко окисляется даже следами кислорода с образованием 18-электронного катиона [(C5H5)2Co]+.

Различие в свойствах ферроцена (C_{5}H_{5})_{2}Fe и кобальтоцена (C_{5}H_{5})_{2}Co

## 16-электронные комплексы
Комплексы с менее чем 18 валентными электронами проявляют повышенную реакционную способность.  Важным классом комплексов, нарушающих правило 18 электронов, являются 16-электронные комплексы. Существует большая группа комплексов поздних переходных металлов с электронной конфигурацией центрального атома d8 (например Rh1+, Pd2+, Au3+) и плоско-квадратным окружением лигандов, которые устойчивы при наличии 16 электронов. В комплексах с такой геометрией орбиталь металла dx2−y2 имеет несвязывающий характер и может оставаться вакантной.

16-электронные комплексы

В целом нужно сказать, что 16-электроные комплексы и интермедиаты играют наиболее важную роль в катализе, так как металл в них имеет не заполненную электронную оболочку и может координировать органический субстрат или реагент для последующего превращения.

## Исключения
Большинство стабильных соединений переходных металлов соответствуют правилу 18 электронов, хотя есть и исключения. π-донорные или σ-донорные лиганды слабо взаимодействуют с орбиталями металлов, что приводит к слабому полю лиганда, которое увеличивает энергию t2g-орбиталей. Эти молекулярные орбитали становятся несвязывающими или слабо разрыхляющими орбиталями. Следовательно, добавление или удаление электрона мало влияет на стабильность комплекса. В этом случае нет ограничения на число d-электронов и возможны комплексы с 12–22 электронами. 

### Статьи
- William B. Jensen. The Origin of the 18-Electron Rule (англ.) // Journal of Chemical Education. — 2005. — Vol. 82, iss. 1. — P. 28. — ISSN 1938-1328 0021-9584, 1938-1328. — doi:10.1021/ed082p28. Архивировано 5 марта 2022 года.